# Black Midi (banda)
Black Midi (estilizado como black midi) foi uma banda de rock inglesa de Londres, formada em 2017 composta por Geordie Greep (vocal, guitarra, piano, sintetizadores, acordeão), Cameron Picton (vocal, baixo, sintetizadores, flauta, guitarra) e Morgan Simpson (bateria). O trio era frequentemente acompanhado por Seth Evans (teclados, sintetizadores, baixo) e Kaidi Akinnibi (saxofone) em estúdio e apresentações ao vivo desde 2020. Seu nome era derivado do gênero musical japonês black MIDI, embora sua própria música não fosse relacionada a este, incorporando estilos como math rock, rock progressivo, pós-punk e avant-jazz.
A banda começou na gravadora do produtor Dan Carey, Speedy Wunderground, através da qual lançaram seu single de estreia "bmbmbm" em 2018. A banda lançou seu primeiro álbum de estúdio Schlagenheim, produzido por Carey, em 21 de junho de 2019, pela Rough Trade Records. Recebendo aclamação da crítica, entrou no top 50 da UK Albums Chart e foi indicado ao Mercury Prize de 2019. Um álbum antológico incluindo várias jams gravadas e faixas faladas, The Black Midi Anthology Vol. 1: Tales of Suspense and Revenge, foi lançado em 5 de junho de 2020 exclusivamente para o Bandcamp. Em janeiro de 2021, o membro fundador Matt Kwasniewski-Kelvin entrou em hiato do grupo por motivos de saúde. O segundo álbum de estúdio da banda, Cavalcade, foi lançado em 26 de maio de 2021. Seu terceiro álbum de estúdio, Hellfire, foi lançado em 15 de julho de 2022. A 10 de agosto de 2024 o vocalista anunciou que o grupo se tinha separado.

## História

### Formação e primeiros singles (2015–2019)
Antes da formação da banda, Geordie Greep participou de jam sessions separadas com Matt Kwasniewski-Kelvin e Morgan Simpson, todos os quais (ao lado de Cameron Picton) frequentavam a Escola Britânica de Artes performáticas e Tecnologia, a BRIT School. Simpson era um baterista talentoso, ganhando o prêmio de "Jovem Baterista do Ano" em 2014. Em 2016, Greep e Kwasniewski-Kelvin recrutaram Simpson para formar uma banda, com Greep e Kelvin na guitarra e voz, e com Simpson na bateria. Picton juntou-se mais tarde, no baixo, para completar a formação. A banda fez seu primeiro show no Brixton 's The Windmill em 12 de junho de 2017, apoiando a banda Leg Puppy, e mais tarde faria residência no local.
Em 8 de junho de 2018, o grupo lançou seu single de estreia intitulado "bmbmbm", lançado pela gravadora do produtor Dan Carey, Speedy Wunderground. Em 26 de setembro de 2018, foi lançada uma fita cassete com segmentos de uma performance com Damo Suzuki que aconteceu em 5 de maio de 2018 no The Windmill. Em 9 de novembro de 2018, Black Midi cantou cinco músicas de seu próximo álbum, até então sem título, ao vivo no Kex Hostel em Reykjavik, Islândia, durante o festival de música Iceland Airwaves. A performance excêntrica, que foi gravada para a estação de rádio KEXP de Seattle, foi elogiada online e se tornou popular no YouTube, expondo a banda para ouvintes no meio internacional. A banda contribuiu com a música "Ice Cream" com Jerskin Fendrix nos vocais para uma coletânea Brixton Hillbilly, lançada em 7 de dezembro de 2018. Em 23 de janeiro de 2019, o grupo lançou seu segundo single, "Speedway". Um disco de vinil de 12" foi lançado com remixes de Proc Fiskal, Kwake Bass e Blanck Mass.

### Schlagenheime outros projetos (2019–2020)
Em janeiro de 2019, o grupo anunciou que havia assinado contrato com a Rough Trade Records. O grupo lançou dois singles pela gravadora em março e abril de 2019, "Crows Perch" e "Talking Heads", respectivamente. Em 14 de maio, o grupo anuncia seu álbum de estreia intitulado Schlagenheim, que foi lançado em 21 de junho de 2019. O álbum foi gravado em 2018 com o produtor Dan Carey, que ficou impressionado com a banda em um dos primeiros shows ao vivo. Em vez de apenas recriar seu show ao vivo, eles optaram por aumentar seu som com piano, acordeão, sintetizadores, banjo e baterias eletrônicas. “A ideia era fazer coisas impossíveis de fazer ao vivo”, explicou o vocalista Greep. “Se o álbum e o show são iguais, é um pouco triste.” A maior parte do álbum foi gravada em apenas cinco dias. No Metacritic, um site que atribui uma classificação média ponderada de 100 a resenhas de publicações convencionais, Schlagenheim recebeu uma pontuação de 82, com base em 20 resenhas, indicando "aclamação universal". O álbum foi posteriormente indicado ao Prêmio Mercury de 2019.
Em 7 de março de 2020, a banda se apresentou ao vivo no festival BBC Radio 6 Music em Camden. Em junho de 2020, a banda lançou um álbum de jam session e palavra falada via Bandcamp intitulado The Black Midi Anthology Vol. 1: Tales of Suspense and Revenge, consistindo em quatro contos lidos pelos membros da banda por cima de instrumentais da jam, bem como três mixagens instrumentais, em sua maioria retiradas das mesmas gravações das faixas faladas. Em 16 de junho de 2020, a banda começou a apresentar um programa de rádio mensal chamado The Black Midi Variety Hour na NTS Radio. Seis episódios foram produzidos até agora. Em 10 de dezembro de 2020, a banda fez um show com o grupo Black Country, New Road sob o pseudônimo Black Midi, New Road como um show beneficente local ao vivo em The Windmill, Brixton. O show foi transmitido ao vivo da página Bandcamp do The Windmill com uma taxa de entrada de £ 5. O grupo já se apresentou sob o nome de Black Midi, New Road no local antes.

### Hiato de Kwasniewski-Kelvin,CavalcadeeHellfire(2021-presente)
Predefinição:Black MidiEm 15 de janeiro de 2021, Black Midi anunciou nas redes sociais que seu guitarrista, Matt Kwasniewski-Kelvin, estava tirando uma folga da banda devido a problemas de saúde mental e que ele não aparecerá no próximo material da banda. A banda anunciou seu segundo álbum de estúdio, Cavalcade, em 23 de março de 2021, que foi lançado em 26 de maio de 2021. No dia do anúncio, eles também lançaram o primeiro single do álbum, "John L", acompanhado da faixa não-álbum "Despair". Kwasniewski-Kelvin aparece no álbum apenas como compositor em algumas faixas, nãoo fazendo parte do processo de gravação. Os membros da turnê Akinnibi e Evans fizeram parte das sessões de gravação do álbum. Um segundo single, "Slow", foi lançado em 28 de abril e correspondeu a uma segunda apresentação do KEXP lançada no mesmo dia. Esta apresentação apresenta Evans e Akinnibi, bem como uma pequena seção de metais.
A banda fez uma turnê pela Europa e pelos EUA ao longo de 2021 e 2022. A banda também abriu shows através de um alter ego do grupo conhecido como "Orange Tree Boys", apresentado como uma banda de funk blues de Las Vegas.
Em 22 de março de 2022, a banda lança o EP digital Cavalcovers, uma coleção de versões cover de músicas de King Crimson, Taylor Swift e Captain Beefheart originalmente lançadas como discos bônus flexíveis com cópias de vinil pré-encomendadas de Cavalcade.
Em 9 de maio de 2022, eles lançam "Welcome to Hell", o primeiro single de seu terceiro álbum, Hellfire. Eles lançaram "Eat Men Eat", o segundo single do álbum, em 15 de junho de 2022. No dia 12 de julho, o terceiro single, "Sugar/Tzu" foi lançado. Hellfire foi lançado em 15 de julho de 2022 e alcançou a 22ª posição no Reino Unido, sua melhor colocação até então. Também se tornou o primeiro álbum deles nas paradas dos Estados Unidos, alcançando a posição 139.
No outono de 2022, Black Midi anunciou a "Back in Black Tour", apoiada por Black Country, New Road nos Estados Unidos.

### Hiato indefinido e projetos solo (2024)
Em 10 de agosto de 2024, durante um live do Instagram, Geordie Greep anunciou a separação da banda através do chat, com as mensagens "no more black midi" (chega de black midi) e "it’s iver"  [sic] (acabou), também afirmando que "o Black Midi era uma banda interessante que agora está indefinidamente encerrada", gerando especulações sobre o status da banda. O baixista Cameron Picton confirmou a separação no Twitter, admitindo que a banda "concordou em não dizer nada sobre 'separação' " e que ele foi pego de surpresa pelos comentários de Greep.
A Pitchfork confirmou, por meio da gerência da banda, que o grupo "está em um hiato por enquanto, enquanto eles estão trabalhando em projetos solo." The Quietus recebeu uma declaração adicional, esclarecendo que a banda "concordou em ter uma pausa e fazer algum trabalho solo, com o entendimento de que a porta do Black Midi seria deixada aberta." Mais tarde, Greep admitiu que a banda "não estava realmente falando em termos como uma banda um pouco antes disso". O Black Midi havia se separado internamente antes do anúncio, mas optou por não dizer nada publicamente porque, de acordo com Greep, "Em alguns meses seria óbvio e não precisaríamos dizer nada sobre isso. Mas depois ficou claro que não era bem assim. As pessoas estavam o tempo todo dizendo: "O que está acontecendo? Eu pensei... quem se importa? Vamos apenas dizer isso. Acabou – não quero enrolar ninguém." Em uma entrevista posterior, Greep expressou hesitação em relação à declaração da gerência sobre a porta ter sido deixada aberta.
Greep rapidamente anunciou um álbum solo, The New Sound, que foi lançado em 4 de outubro de 2024 e produzido pelo membro da sessão Black Midi, Seth Evans. Simpson tornou-se o baterista de turnê e gravação da musicista de jazz experimental Nala Sinephro, aparecendo em seu segundo álbum de estúdio, Endlessness, lançado em 6 de setembro de 2024. Ele também se apresentou no The New Sound. Picton começou a gravar sob o pseudônimo Camera Picture, lançando duas mixtapes de material solo no Bandcamp, intituladas 44m50s e 36m33s, respectivamente.

## Estilo musical
O som da banda foi rotulado de várias maneiras como rock experimental, art rock, rock progressivo, math rock, pós-punk, e avant-prog.

## Membros
Membros atuais
- Geordie Greep – vocal principal, guitarra, baixo (2017-2024)
- Cameron Picton – vocais, baixo, sintetizadores, samples, guitarra (2017-2024)
- Morgan Simpson – bateria (2017-2024)

Ex-membros
- Matt Kwasniewski-Kelvin – guitarra, vocal principal ocasional (2017–2020; em hiato)

Músicos de turnês e sessões
- Seth Evans – baixo, teclados, sintetizadores (2020-2024)
- Kaidi Akinnibi – saxofone tenor, saxofone soprano (2020–2022)[53]

### Linha do tempo

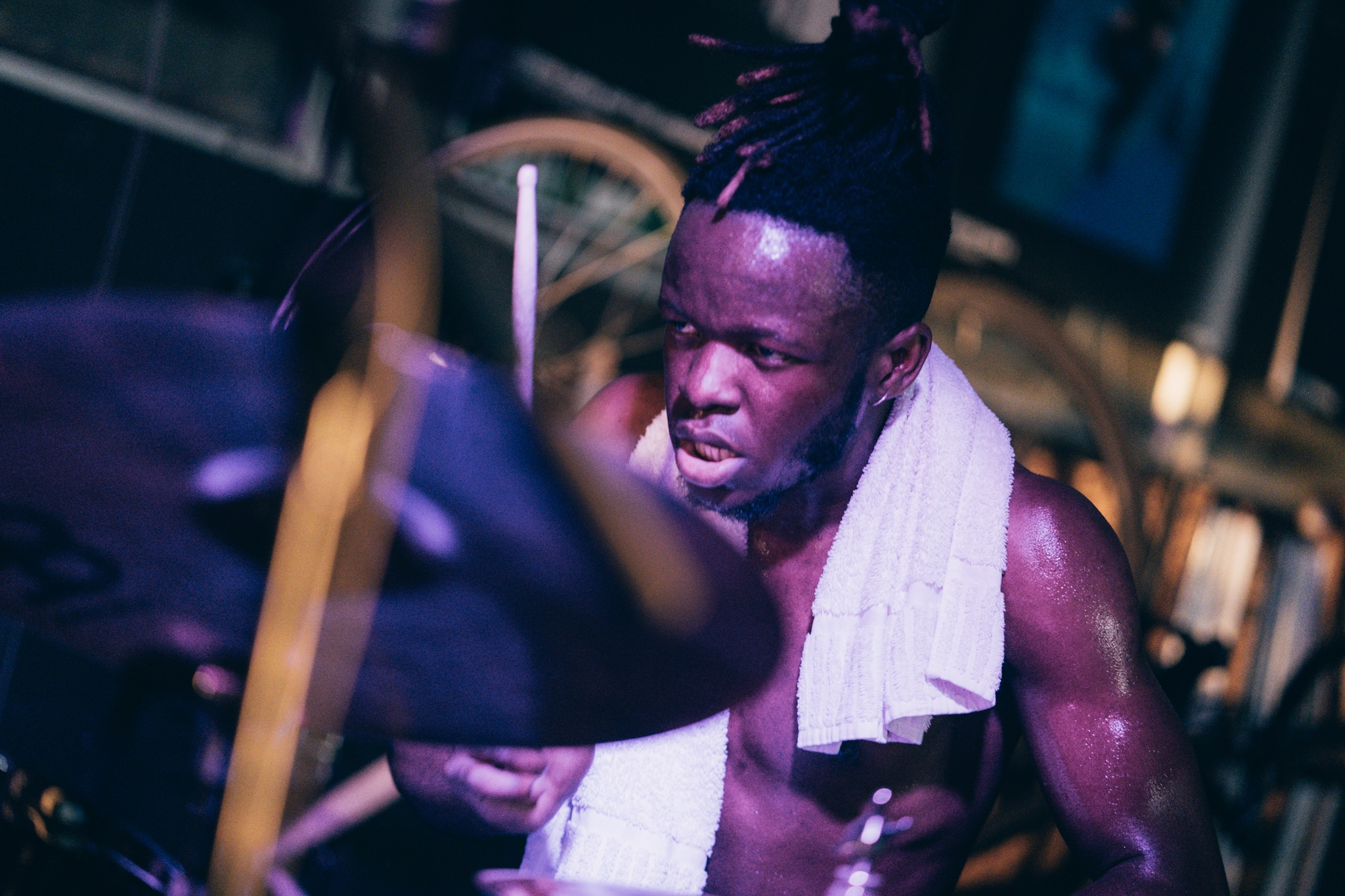
Morgan Simpson

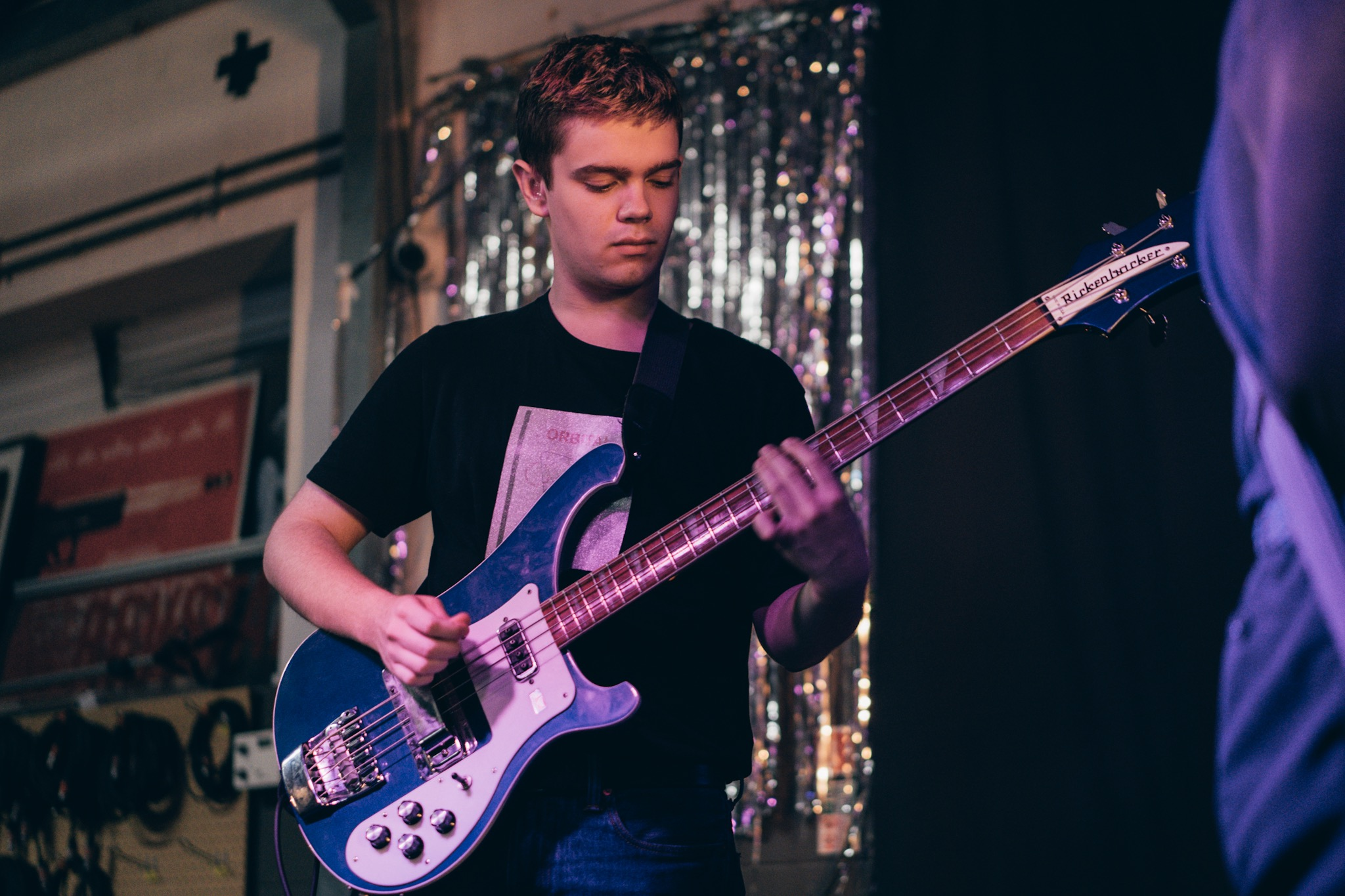
Cameron Picton

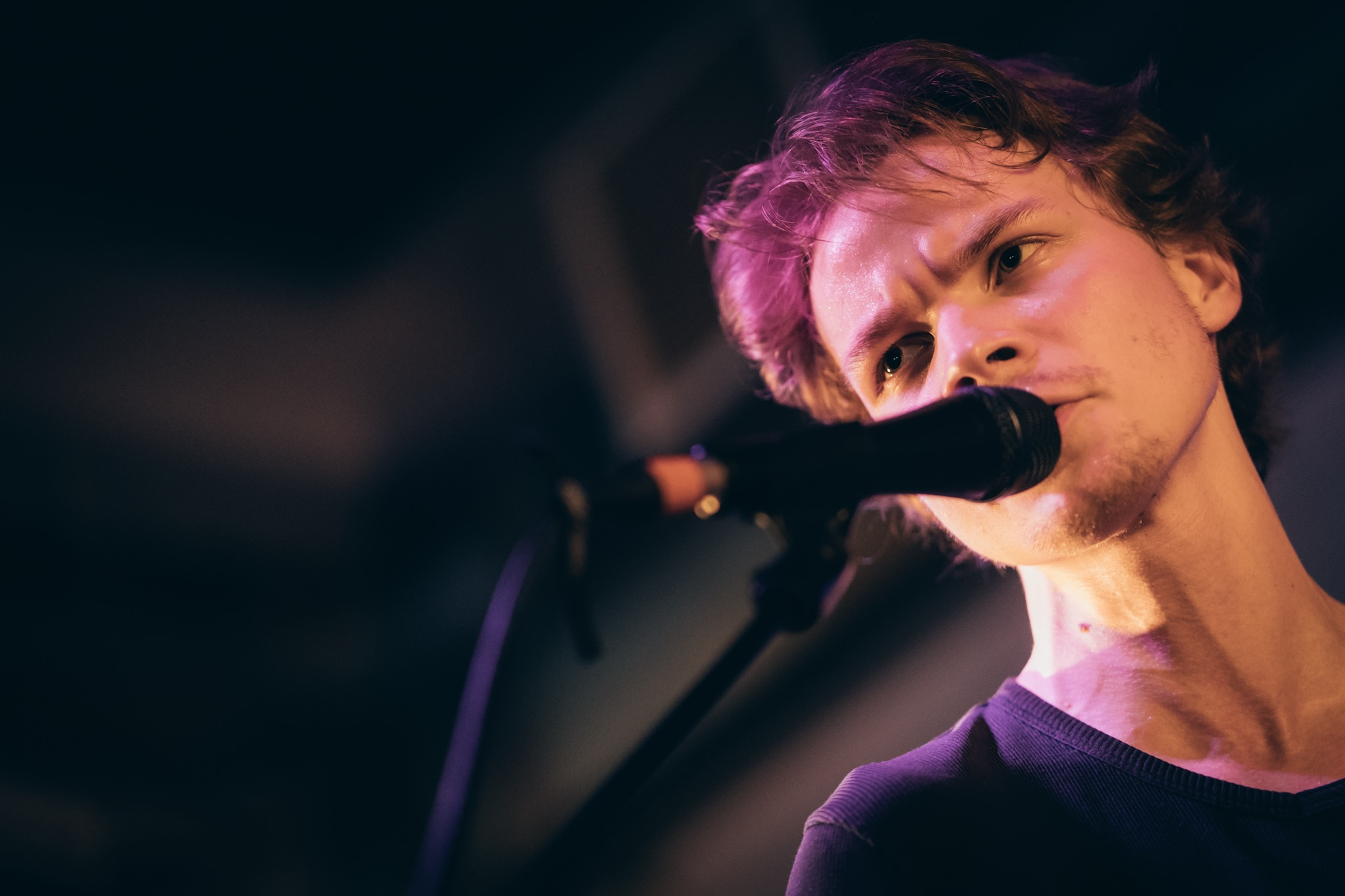
Geordie Greep

## Discografia

### Álbuns de estúdio
| Título       | Detalhes do álbum                                                                               | Posições de pico no gráfico | Posições de pico no gráfico | Posições de pico no gráfico | Posições de pico no gráfico | Posições de pico no gráfico | Posições de pico no gráfico | Posições de pico no gráfico |
| Título       | Detalhes do álbum                                                                               | Reino Unido                 | EUA                         | BEL (FL)                    | Japão                       | SCO                         | US                          | US Indie                    |
| ------------ | ----------------------------------------------------------------------------------------------- | --------------------------- | --------------------------- | --------------------------- | --------------------------- | --------------------------- | --------------------------- | --------------------------- |
| Schlagenheim | - Lançado: 21 de junho de 2019 - Selo: Rough Trade Records - Formato: CD, LP, cassete, download | 43                          | -                           | 113                         | 211                         | 40                          | -                           | 41                          |
| Cavalcade    | - Lançado: 26 de maio de 2021 - Selo: Rough Trade Records - Formato: CD, LP, cassete, digital   | 60                          | 81                          | 66                          | 62                          | 18                          | -                           | 48                          |
| Hellfire     | - Lançado: 15 de julho de 2022 - Selo: Rough Trade Records - Formato: CD, LP, cassete, digital  | 22                          | 45                          | 90                          | 58                          | 7                           | 139                         | 15                          |

### Compilações
| Título                                                         | Detalhes do álbum                                                       |
| -------------------------------------------------------------- | ----------------------------------------------------------------------- |
| The Black Midi Anthology Vol. 1: Tales of Suspense and Revenge | - Lançado: 5 de junho de 2020 - Selo: Auto-lançado - Formato: Digital   |
| Covercade                                                      | - Lançado: 28 de maio de 2021 - Selo: Rough Trade Records - Formato: CD |

### EPs
| Título         | Detalhes do álbum                                                         |
| -------------- | ------------------------------------------------------------------------- |
| BM Xmas Covers | - Lançado: 18 de dezembro de 2020 - Selo: Auto-lançado - Formato: Digital |
| Cavalcovers    | - Lançado: 22 de março de 2022 - Selo: Auto-lançado - Formato: Digital    |

### Álbuns/EPs ao vivo
| Título                                                                                      | Detalhes do álbum                                                                               |
| ------------------------------------------------------------------------------------------- | ----------------------------------------------------------------------------------------------- |
| Damo Suzuki Live at the Windmill Brixton with 'Sound Carriers' black midi (com Damo Suzuki) | - Lançado: 28 de setembro de 2018 - Selo: Auto-lançado - Formato: Cassete                       |
| Live at KEXP                                                                                | - Lançado: 21 de junho de 2019 - Selo: Rough Trade Records - Formato: CD                        |
| Live on Canal St, NYC ('The Pizza EP')                                                      | - Lançado: 29 de novembro de 2019 - Selo: Rough Trade Records - Formato: LP, CD                 |
| Black Midi Live in the USA                                                                  | - Lançado: 21 de março de 2020 - Selo: Auto-lançado - Formato: Digital - Apresentando: Fat Tony |
| Live-Cade                                                                                   | - Lançado: 16 de novembro de 2021 - Selo: Rough Trade - Formato: LP                             |
| Live Fire                                                                                   | - Lançado: 14 de novembro de 2022 - Selo: Rough Trade - Formato: LP, CD                         |

### Singles
| Título                   | Ano  | Álbum        |
| ------------------------ | ---- | ------------ |
| "bmbmbm"                 | 2018 | Schlagenheim |
| "Speedway"               | 2019 | Schlagenheim |
| "Crow's Perch"           | 2019 |              |
| "Talking Heads"          | 2019 |              |
| "Ducter"                 | 2019 | Schlagenheim |
| "7-Eleven"               | 2019 |              |
| "Sweater"                | 2020 |              |
| "John L / Despair"       | 2021 | Cavalcade    |
| "Slow (Loud)"            | 2021 | Cavalcade    |
| "Chondromalacia Patella" | 2021 | Cavalcade    |
| "Cruising"               | 2021 |              |
| "Welcome to Hell"        | 2022 | Hellfire     |
| "Eat Men Eat"            | 2022 | Hellfire     |
| " Sugar/Tzu "            | 2022 | Hellfire     |

### Outras aparições
| Ano  | Canção                                                                                             | Álbum                                               |
| ---- | -------------------------------------------------------------------------------------------------- | --------------------------------------------------- |
| 2018 | "Icecream" (com Jerskin Fendrix)                                                                   | It's Briiiiixmaaaaaas!                              |
| 2018 | "Of Rivia (ao vivo)"                                                                               | Independent Venue Week (Live 2018)                  |
| 2020 | "bmbmbm (ao vivo)" "Extended Jam (Live)" (com Black Country, New Road como "black midi, new road") | Live at The Windmill                                |
| 2020 | "953 (ao vivo)"                                                                                    | Live at Windmill Brixton - In Between the Lockdowns |

### Vídeos musicais
| Título                   | Ano  | Álbum        | Diretor(es)                      |
| ------------------------ | ---- | ------------ | -------------------------------- |
| "Speedway"               | 2019 | Schlagenheim | Cameron Picton                   |
| "Crow's Perch"           | 2019 |              | Vilhjálmur Yngvi Hjálmarsson     |
| "Ducter"                 | 2019 | Schlagenheim | Anthony Macbain e Roxie Vizcarra |
| "John L"                 | 2021 | Cavalcade    | Nina McNeely                     |
| "Slow"                   | 2021 | Cavalcade    | Gustaf Holtenäs                  |
| "Chondromalacia Patella" | 2021 | Cavalcade    | Vilhjálmur Yngvi Hjálmarsson     |
| "Welcome To Hell"        | 2022 | Hellfire     | Gustaf Holtenäs                  |
| "Eat Men Eat"            | 2022 | Hellfire     | Maxim Kelly                      |
| "Sugar/Tzu"              | 2022 | Hellfire     | Noel Paul                        |

## Prêmios e indicações
| Ano  | Prêmio                       | Categoria                              | Trabalhar                | Resultado | Ref.          |
| ---- | ---------------------------- | -------------------------------------- | ------------------------ | --------- | ------------- |
| 2019 | AIM Independent Music Awards | Avanço Independente do Reino Unido     | Black Midi               | Indicado  | [ 66 ]        |
| 2020 | Libera Awards                | Gênio do marketing                     | Schlagenheim             | Indicado  | [ 67 ]        |
| 2021 | Mercury Prize                | Álbum do Ano                           | Schlagenheim             | Indicado  | [ 18 ]        |
| 2022 | UK Music Video Awards        | Melhor Vídeo Alternativo - Reino Unido | "Sugar/Tzu"              | Indicado  | [ 68 ]        |
| 2022 | UK Music Video Awards        | Melhor Vídeo Alternativo - Reino Unido | "Eat Men Eat"            | Indicado  | [ 68 ]        |
| 2022 | UK Music Video Awards        | Melhor edição em um vídeo              | "Eat Men Eat"            | Indicado  | [ 68 ]        |
| 2022 | UK Music Video Awards        | Melhor edição em um vídeo              | "Sugar/Tzu"              | Indicado  | [ 68 ]        |
| 2022 | UK Music Video Awards        | Melhor Fotografia em Vídeo             | "Sugar/Tzu"              | Vencedor  | [ 68 ]        |
| 2022 | UK Music Video Awards        | Melhor animação em vídeo               | "Welcome to Hell"        | Indicado  | [ 68 ]        |
| 2023 | Libera Awards                | Melhor disco pesado                    | Hellfire                 | Vencedor  | [ 69 ] [ 70 ] |
| 2023 | Libera Awards                | Melhor vídeo curto                     | Promoção Hellfire TikTok | Indicado  | [ 69 ] [ 70 ] |
| 2023 | Berlin Music Video Awards    | Melhor editor                          | "Sugar/Tzu"              | Vencedor  |               |